# Hebanthe
Hebanthe is een geslacht uit de amarantenfamilie (Amaranthaceae). De soorten komen voor van Mexico tot in tropisch en zuidelijk Zuid-Amerika.

## Soorten
- Hebanthe erianthos (Poir.) Pedersen
- Hebanthe grandiflora (Hook.) Borsch & Pedersen
- Hebanthe occidentalis (R.E.Fr.) Borsch & Pedersen
- Hebanthe pulverulenta Mart.
- Hebanthe reticulata (Seub.) Borsch & Pedersen
- Hebanthe spicata Mart.

... · 
Achyranthes · 
Aerva ·
Alternanthera ·
Amaranthus (Amarant) · 
Atriplex (Melde) · 
Axyris · 
Bassia (Zoutkruid) · 
Beta (Biet) · 
Blitum (Spiesganzenvoet) · 
Celosia · 
Chenopodium (Ganzenvoet) · 
Corispermum (Vlieszaad) · 
Dysphania · 
Halimione (Zoutmelde) · 
Halocnemum · 
Halothamnus · 
Haloxylon · 
Kochia · 
Krascheninnikovia · 
Polycnemum (Knarkruid) · 
Patellifolia · 
Ptilotus · 
Pupalia ·
Salicornia (Zeekraal) · 
Salsola (Loogkruid) · 
Spinacia · 
Suaeda · 
Traganum · 
...